# Liste von Figuren der deutschen Heldenepik
Die Liste der Figuren der deutschen Heldenepik sortiert alle Figuren der Heldenepik alphabetisch und verweist auf Werke, in denen sie vorkommen. Es handelt sich dabei um fiktive Personen. Die Tabelle ist bisher nicht vollständig und muss erweitert werden. Es sind jedoch bereits die wichtigsten Charaktere angelegt. Man findet in der Tabelle einerseits die Namen der Figuren, teilweise mit wechselnder Schreibweise, und andererseits die Werke, in denen sie auftauchen. Um die Kürzel zu identifizieren, gibt es eine eingeklappte zweite Tabelle, in der die entsprechenden Werke aufgelistet sind. Die Schreibweise der Namen und die Literaturverweise richten sich nach dem Werk von George T. Gillespie. Außerdem ist die bisherige Liste abgeglichen mit dem Werk Biterolf und Dietleip.

## Tabelle der Abkürzungen
| Abkürzung | Werk                                                                |
| --------- | ------------------------------------------------------------------- |
| A         | Alpharts Tod                                                        |
| äH        | Das Hildebrandslied                                                 |
| AHb       | Anhang des Heldenbuches                                             |
| Akv       | Atlakvida in grönlenzka, Edda                                       |
| Am        | Atlakvida in grönlenzko, Edda                                       |
| äSn       | Sigenot                                                             |
| B         | Biterolf und Dietleip                                               |
| Beowulf   | Beowulf and the Fight at Finnsburg                                  |
| Br        | Brot af Sigurdakvida                                                |
| BW        | Van B ere Wisselnauwe                                               |
| Deor      | Deor                                                                |
| DF        | Dietrichs Flucht                                                    |
| DH        | Dukus Horant                                                        |
| Dr        | Drap Niflunga, Edda                                                 |
| DuW       | Dietrich und Wenezlan                                               |
| E(a)      | Ecken außfart                                                       |
| E(B)      | Carmina Burana                                                      |
| E(d)      | Ecken Ausfahrt, HPHB (Dresdener Heldenbuch)                         |
| E(L)      | Ecken Liet                                                          |
| E(s)      | Ecken Auszfart                                                      |
| ED        | Koninc Ermenrikes                                                   |
| Em        | Eiriksmal                                                           |
| Finnsburg | Beowulf and the Fight at Finnsburg                                  |
| Fm        | Fafnismal                                                           |
| Form      | Formali                                                             |
| G         | Goldemar                                                            |
| Gdr I     | Gudrunarkvida in fyrsta, Edda                                       |
| Gdr II    | Gudrunarkvida in önnor, Edda                                        |
| Gdr III   | Gudrunarkvida in Pridja, Edda                                       |
| Ghv       | Gudrunarhvöt, Edda                                                  |
| Grm       | Grimnismal, Edda                                                    |
| Grp       | Gripisspa, Edda                                                     |
| Grt       | Grottasöngr, Edda                                                   |
| gS        | Das Volksbuch vom gehörnten Siegfried                               |
| Gylf      | Gylfaginning                                                        |
| Hatt      | Hattatal                                                            |
| Hav       | Havanal                                                             |
| Hdl       | Hyndloljod, Edda                                                    |
| HHu I     | Helgakvida Hundingsbana in fyrri, Edda                              |
| HHu II    | Helgakvida Hundingsbana önnor, Edda                                 |
| HHv       | Helgakvida Hjörvardszsonar, Edda                                    |
| Hild      | 'The Lost Lay of Hildebrand'                                        |
| Hlöd      | Hlödskvida (von altnordisch Hlǫðr und Hlǫðskviða)                   |
| Hlr       | Helreid Brynhildar                                                  |
| Hm        | Hamdismal, Edda                                                     |
| hS        | Das Lied vom Hürnen Seyfrid                                         |
| hS(Sachs) | Der hürnen Seufrid: tragoedie in 7 Acten von Hans Sachs             |
| jH        | Das jüngere Hildebrandslied                                         |
| Kl        | Die Klage                                                           |
| Ku        | Kudrun                                                              |
| L(A)      | Laurin A und Fortsetzung in K, in Laurin und der Kleine Rosengarten |
| L(D)      | Laurin D, in Laurin und der Kleine Rosengarten                      |
| L(DrHb)   | Zwerg Laurin, HPHB (Dresdener Heldenbuch)                           |
| L(K)II    | Laurin K II, in Laurin und der Kleine Rosengarten                   |
| N         | Das Nibelungenlied                                                  |
| N(C)      | Das Nibelungenlied                                                  |
| N(k)      | Das Nibelungenlied nach der Piaristenhandschrift                    |
| N(m)      | Der Nibelunge Not                                                   |
| N(T)      | Net Nevelingenlied                                                  |
| O         | Ortnit                                                              |
| O(C)      | Ortnit C                                                            |
| O(k)      | Ortnit HPHB                                                         |
| O(w)      | Ortneit                                                             |
| Od        | Oddrunargratr                                                       |
| R         | König Rother                                                        |
| Rdr       | Ragnarsdrapa                                                        |
| Rg(ADF)   | Die Geschichte vom Rosengarten zu Worms                             |
| Rg(C)     | Der Rosengarte                                                      |
| Rg(P)     | 'Der Rosengarte'                                                    |
| Rg(V)     | 'Ain Vasnach spill von den Risn oder Reckhn'                        |
| Rm        | Reginsmal, Edda                                                     |
| Rs        | Die Rabenschlacht                                                   |
| Ru        | Ruodlieb                                                            |
| Saxo      | Saxonis Grammatici Gesta Danorum                                    |
| Sd        | Sigrdrifomal, Edda                                                  |
| Sf        | Fra dauda Sinfjötla, Edda                                           |
| Sg        | Sigurdarkvida in Skamma, Edda                                       |
| Sk        | Skaldskaparmal, Sn E                                                |
| Skm       | Skirnismal (For Skirnis), Edda                                      |
| Skr       | Skida rima                                                          |
| Sn        | siehe äSn und jSn                                                   |
| prk       | Prymskvida, Edda                                                    |
| ps        | Pidriks saga af Bern                                                |
| V(d)      | Dietrich und seine Gesellen                                         |
| V(h)      | Virginal                                                            |
| V(w)      | Dietrichs erste Ausfahrt                                            |
| Vhw       | De vier heeren wenschen                                             |
| Vkv       | Völundarskvida                                                      |
| Völss     | Välsunga Saga                                                       |
| Vsp       | Völuspa, Edda                                                       |
| Vspsk     | Voluspd in Skamma, Edda                                             |
| W         | Waltharius                                                          |
| Waldere   | Waldere                                                             |
| Wd(A)     | Wolfdietrich A                                                      |
| Wd(A²)    | Wolfdietrich A                                                      |
| Wd(B)     | Wolfdietrich B                                                      |
| Wd(CD)    | Wolfdietrich C und D                                                |
| Wd(Gr)    | Der Große Wolfdietrich                                              |
| Wd(k)     | Studies in the Dresdener Heldenbuch: an Edition of Wolfdietrich k   |
| Wd(w)     | Wolfdietrich                                                        |
| Widsith   | Widsith                                                             |
| Wu(B)     | Le Wunderer                                                         |
| Wu(H)     | Etzels Hofhaltung, HPHB II                                          |
| Wu(k)     | Ain spruch von aim konig mit namen Ezell                            |
| WuH       | Walther und Hildegunde                                              |

## Tabelle der Figuren
| Name                                                              | Werke |
| ----------------------------------------------------------------- | --- |
| Adelhart                                                          | B |
| Alberich                                                          | AHb, B, L(DrHb), L(K)II, N, O, O(C), O(k), O(w), jSn, Wd(A), Wd(k) |
| Alphere (Alpker)                                                  | B, Rs, W, WuH |
| Ame                                                               | B |
| Amelunc (1) (pl. Amelunge)                                        | A, B, DF, Kl, N, Rs, jSn, V(w) |
| Antfuhs von Gabelin                                               | B |
| Astolt                                                            | B, N, Rs |
| Baligan von Lybia                                                 | B |
| Baltram (2) uz Alexandrin                                         | B |
| Berhtolt (grave von Elsazen)                                      | B |
| Berhtunc (4) von Rabene                                           | B |
| Berker                                                            | B |
| Bernaere (Berner)                                                 | A, AHb, B, DF, DuW, E(a), E(d), E(L), E(s), ED, G, Kl, L(A), L(D), L(DrHb), L(K)II, N, Rg(A), Rg(C), Rg(D), Rg(F), Rg(P), Rg(V), Rs, hS(Sachs), äSn, jSN, V(d), V(h), V(w), Wu(B), V(h), jH                  |
| Bertune                                                           | B |
| Biterolf (1) von Stire                                            | AHb, B, DF, L(D), Rg(A), Rg(C), Rs,V(h), V (w) |
| Bloedel(in)                                                       | B, DF, Kl, N, Rs, V(h), V(w) |
| Bodislau                                                          | B |
| Boppe (uz Tenelant)                                               | B |
| Botelunc                                                          | B, DF, Kl, N, Wd(A), Wd(k) |
| Brünhilt                                                          | B, Kl, N, Rg(D) |
| Burgondaere (Burgonde, Burgonje, Burgentriche, Burgun, Burgundia) | AHb, B, DF, E(L), Kl, N, RG(D), Rg(F), Rs, W, WuH |
| Dancrat                                                           | B, N, Kl |
| Diete                                                             | B |
| Diether (3) Vater von Dietlint (1)                                | B |
| Dietleip                                                          | AHb, B, DF, ED, L(A), L(D), L(DrHb), L(K)II, Rg(A), Rg(C), Rg(D), Rg(F), Rg(P), Rg(V), V(h), V(w) |
| Dietlind (1) Mutter von Dietleip                                  | B |
| Dietmar (1) Vater von Dietrich von Bern                           | A, AHb, B, DF, E(d), E(L), E(s), ED, Kl, N(k), Rg(C), Rg(D), Rg(P), Rs, V(h), V(w) |
| Dietrich (1) von Berne                                            | A, AHb, B, DF, DuW, E(B), E(d), E(L), E(s), ED, G, äH, jH, Kl, L(A), L(D), L(DrHb), L(K)II, N, Rg(A), Rg(C), Rg(D), Rg(F), Rg(P), Rg(V), Rs, hS, hS(Sachs), äSn, jSn, V(d), V(h), V(w), Wd(D), Wd(Gr), Wu(B) |
| Eckehart                                                          | A, AHb,B, DF, ED, Rg(A), Rg(C), Rg(D), Rg(F), Rs, Wd(D), Wd(Gr) |
| Else (1) Bruder von Gelpfrat                                      | B, Kl, N, N(k) |
| Else (2) Vater von Else und Gelpfrat                              | B |
| Ermenrich                                                         | A, AHb, B, DF, ED, Rg(D), Rs, V(h), Wu(B) |
| Erpfe (Scharpfe)                                                  | B, Rs |
| Etzel(e)                                                          | AHb, B, DF, DuW, äH, Kl, N, Rg(C), Rg(D), Rg(P), Rs, W, WuH, Wu(B), Wu(k) |
| Frid(e)leip uz Swaben                                             | B |
| Fritele                                                           | B |
| Fruote (2)                                                        | B |
| Gelpfrat                                                          | B, Kl, N, |
| Gerbart (1) Dietrichs Mann (Gerhart, Gerwart)                     | A, B, Kl, N, N(k), V(h), V(w) |
| Gere (1) marcgrave                                                | B, DF, N |
| Gere (2) Vater von Gotelint                                       | B |
| Gernot (1) Bruder von Gunther                                     | AHb, B, DF, Kl, N, N(T), Rg(A), Rg(C), Rg(D), Rg(F), Rg(P), Rs, gS, hS(Sachs), Vhw |
| Gibeche (1) Vater von Gunther                                     | AHb, B, N(k), Rg(A), Rg(C), Rg(D), Rg(F), Rg(P), Rg(V), gS, hS, hS(Sachs), W |
| Gibeche (2)                                                       | B, N |
| Giselher                                                          | AHb, B, Kl, N, N(T) |
| Goltwart                                                          | B |
| Gotele (1)                                                        | A, B, DF, Rs |
| Gotele (2) Wolfharts Incognito                                    | B |
| Gotelint                                                          | AHb, B, Kl, N, Rg(D) |
| Gunther (1) König zu Worms                                        | AHb, B, DF, Kl, N, N(T), Rg(A), Rg(C), Rg(D), Rg(F), Rg(P), Rs, gS, hS, hS(Sachs), Vhw, W, WuH |
| Hache                                                             | A, AHb, B, V(h), Wd(B), Wd(D), Wd(Gr) |
| Hadebrant (2) von Stirmarke                                       | B |
| Hagen(e) von Tronege                                              | AHb, B, DF, Kl, N, N(T), Rg(A), Rg(C), Rg(D), Rg(F), Rg(P), gS, hS, hS(Sachs), Vhw, W, WuH |
| Harlunge pl.                                                      | AHb, B, DF, Rg(C), RG(D), Rg(F), Rs |
| Hartmuot von Ormanie                                              | B, Ku |
| Hawart von Tenemarken                                             | B, Kl, N, |
| Heime                                                             | A, AHb, B, DF, Rg(A), Rg(C), Rg(D), Rg(F), Rg(P), Rs, V(h), V(w) |
| Helche (Herche)                                                   | AHb, B, DF, E(L), E(s), Kl, N, Rg(C), Rg(D), Rg(P), Rs, W, WuH, Wu(B), Wu(k) |
| Helferich (1) Dietrichs Mann                                      | A, B, Kl, N |
| Helmnot (2) Dietrichs Mann                                        | A, B, N |
| Herbort von Tenelant                                              | AHb, B, E(L), Rg(D), Rg(F), Rg(P) |
| Herdegen (1)                                                      | B |
| Herleip von Westvale                                              | B |
| Herman (4) von Polan                                              | B, Kl, N(k) |
| Herman (5) von Swaben                                             | B |
| Herrat                                                            | AHB, B, DF, E(a), E(s), Kl, N, äSn, Rs |
| Hertrich                                                          | B |
| Hildebrant (1)                                                    | A, AHb, B, DF, DuW, E(d), E(L), E(s), ED, äH, jH, Kl, L(A), L(D), L(DrHb), L(K)II, N, Rg(A), Rg(C), Rg(D), Rg(F), Rg(P), Rg(V), Rs, gS, hS, hS(Sachs), äSn, Wd(D), Wd(Gr), Wu(B)                             |
| Hildeburc (1) von Ormanie                                         | B, Kl, Ku |
| Hildegunt (1) Walthers Frau                                       | B, N, Rg(F), W, WuH |
| Hornboge (1) Etzels Mann                                          | B, N, N(k) |
| Hornboge (2) von Polan                                            | B, DF, Rs |
| Hunolt (1) Gunthers Mann                                          | B, N |
| Imbrecke                                                          | B |
| Irinc von Tenemarke                                               | B, DF, Kl, N, N(k), Rs |
| Irnfrit von Düringen                                              | B, Kl, N |
| Kriemhilt                                                         | AHb, B, ED, Kl, N, N(k), N(m), N(T), Rg(A), Rg(C), Rg(D), Rg(F), Rg(P), Rg(V), gS, hS(Sachs) |
| Ladislau                                                          | B |
| Liudegast (1) (von Tenemarke)                                     | B, DF, N, Rs |
| Liudeger (1) (von Sahsen)                                         | B, DF, N, Rs |
| Liutwar                                                           | B |
| Ludewic (von Ormanie)                                             | B, Ku |
| Madelger (Adelger)                                                | A, AHb, B, DF |
| Mercian (2) von Babilone                                          | B |
| Mime                                                              | B |
| Nantwin (2) (von Regensburc)                                      | B |
| Nibelot von Parise                                                | B |
| Nibelunc (1) Vater von Nibelunc (2) und Schilbunc                 | B, N, gS, hS |
| Nibelunc (2) Sohn von Nibelunc (1)                                | B, N, hS |
| Nitger (2) Dietrichs Mann                                         | A, B, Kl |
| Nuodunc                                                           | A, B, DF, N, N(k), Rg(C), Rg(D), Rg(F), Rs |
| Ort(e)                                                            | B, Rs |
| Ortwin (1) von Metzen                                             | B, DF, N, Rs, WuH |
| Oserich                                                           | B |
| Otte (2) Etzels Mann                                              | B |
| Poytan von Wuscherat                                              | B |
| Rabenaere pl.                                                     | B, DF |
| Ramunc (1) von Vlachen                                            | B, N, |
| Randolt                                                           | A, B, DF |
| Ratebor                                                           | B |
| Regentage (-tac)                                                  | B |
| Rienolt (Rein(h)olt von Meilan)                                   | A, B, DF, ED, Rg(C), Rg(D), Rg(P), Rs, V(h), V(w) |
| Rimstein                                                          | B |
| Richart (Ritschart)                                               | A, B, N |
| Rüedeger von Bechelaren                                           | AHb, B, DF, DuW, Kl, N, N(k), Rg(A), Rg(C), Rg(D), Rg(F), Rg(P), Rs, Vhw, Wu(B), Wu(H) |
| Rumolt                                                            | B, DF |
| Sabene (1) Sohn von Sibeche                                       | B, DF |
| Salomon                                                           | B, Rg(P), V(h), V(w) |
| Schilbunc                                                         | B, N |
| Schirn                                                            | B |
| Schrutan (1) Etzels Mann                                          | B, N, N(k) |
| Sewart (1)                                                        | B |
| Sibeche                                                           | A, AHb, B, DF, Rs |
| Sifrit (1) Sohn von Sigmunt                                       | AHb, B, DF, E(L), Kl, N, N(k), N(m), N(T), Rg(A), Rg(C), Rg(D), Rg(F), Rg(P), Rg(V), Rs, gS, hS, hS(Sachs)                                                                                                   |
| Sigeher (1) von Walachen                                          | B, Kl, N(k) |
| Sigeher (2) Dietrichs Mann                                        | A, B, DF, Rg(F) |
| Sigelint (1) Frau von Sigemunt                                    | B, DF, Kl, N, gS, hS, hS(Sachs) |
| Sigemunt (1) von Niderlant                                        | AHb, B, DF, Kl, N, Rg(D), gS, hS, hS(Sachs) |
| Sig(e)stap                                                        | A, AHb, B, Kl, N, Rg(A), Rg(C), Rg(D), Rg(P), jSn, V(d), V(h), V(w) |
| Sindolt (1) Gunthers Mundschenk                                   | B, Kl, N, N(k) |
| Sintram (1) Etzels Mann                                           | B, DF, Kl, Rs |
| Stoyne                                                            | B |
| Stutfuhs (Studenfuhs, Stüdenfusz, Stuotfuhs, Stüefinc)            | A, AHb, B, DF, Rg(A), Rg(C), Rg(D), Rg(P), Rg(V), Rs, V(h), V(w) |
| Surben pl.                                                        | B, R |
| Sytomer                                                           | B |
| Wahsmuot (1) Anführer der Harlunge-Streitkräfte                   | B |
| Walther (Waltharius)                                              | A, AHb, B, DF, N, Rg(A), Rg(C), Rg(D), RG(F), Rg(P), Rg(V), Rs, W, WuH |
| Wichart (Witschach)                                               | A, B, Kl, N |
| Wicher (Wicker) (1) Dietrichs Mann                                | A, B, Rs |
| Wicnant                                                           | A, B, Kl |
| Wielant                                                           | A, AHb, B, E(d), L(A), L(D), L(K)II, Rg(A), Rg(C), Rg(D), V(h), V(w), W |
| Witege                                                            | A, AHb, B, DF, E(L), E(s), L(A), L(D), L(DrHb), L(K)II, N, Rg(A), Rg(C), Rg(D), Rg(F), Rg(P), Rg(V), Rs, V(h), V(w)                                                                                          |
| Witzlan (1) von Beheim                                            | B |
| Wolfbrant                                                         | B, Kl, N, V(w) |
| Wolfhart                                                          | A, AHb, B, Df, DuW, E(d), ED, Kl, L(A), L(D), L(DrHb), L(K)II, N, Rg(A), Rg(C), Rg(D), Rg(F), Rg(P), Rg(V), Rs, jSn, V(h), V(w), Wd(D), Wd(Gr)                                                               |
| Wolfrat (2) von Osterlant                                         | B |
| Wolfwin                                                           | A, B, Kl, N, Wd(w) |